# Corvus J (schip, 2003)
De Corvus J is een containerschip dat in 2003 te water is gelaten en onder de vlag van Antigua en Barbuda voer. Per 1 maart 2003 kwam het onder Duitse vlag als Maersk Westland en op 1 oktober 2006 wisselde het van naam naar Dana Gothia onder Duitse vlag. Op 1 december 2011 werd het schip Corvus J genoemd en ging het per 1 augustus 2012 onder Cypriotische vlag varen. Per 1 februari 2013 werd het als Charon J geregistreerd en sinds 1 september 2014 vaart het onder de vlag van Panama.

## Aanvaring
Op 5 december 2012 kwam de Corvus J op de Noordzee, buiten de Nederlandse territoriale wateren, in aanvaring met het roll-on-roll-offschip Baltic Ace. De Baltic Ace zonk door de aanvaring binnen vijftien minuten.
Dertien opvarenden van de Baltic Ace werden levend uit het water gehaald, terwijl zeker vijf om het leven kwamen en er nog zes opvarenden worden vermist.
De Corvus J liep averij aan de boeg op, maar kon nog zelfstandig varen. Onder haar bemanning vielen geen gewonden of doden. De Corvus J nam aan de reddingswerkzaamheden deel en kon daarbij één bemanningslid van de Baltic Ace aan boord nemen.
De oorzaak van de aanvaring is onbekend, maar vermoed wordt dat de schippers elkaars schepen over het hoofd zagen. Ten tijde van de aanvaring was er ter plaatse hoge golfslag. De ruwe zee en sneeuwbuien in het rampgebied, zo'n 65 kilometer voor de kust van Goeree, bemoeilijkten de zoektocht naar drenkelingen ernstig.
Naar de toedracht van de aanvaring werd door de Nederlandse autoriteiten geen strafrechtelijk onderzoek ingesteld, omdat deze buiten de Nederlandse territoriale wateren, de zogenaamde 12-mijlszone, plaatsvond en beide schepen onder buitenlandse vlag voeren.
De Corvus J was onderweg van het Schotse Grangemouth naar Antwerpen.
De Baltic Ace voer met een lading auto's vanuit het Belgische Zeebrugge naar Kotka in Finland.